# La mente di un uomo di Stato
La mente di un uomo di Stato è una raccolta di aforismi tratta dalle opere di Niccolò Machiavelli, pubblicata da Stefano Bertolini nel 1771.
L'opera di Bertolini aveva un duplice intento: da una parte voleva rappresentare una critica, per quanto velata, alla nuova politica economica condotta da Pietro Leopoldo I di Toscana e dall'altra voleva difendere Machiavelli e il suo lavoro dalle accuse mosse contro di lui in quegli anni.
L'opera è una raccolta di aforismi tratti dalle opere di Machiavelli, suddivisi per tematica trattata e numerati. I passi sono stati corretti e rielaborati fino a giungere a voluti travisamenti. L'opera arriva a dipingere una versione di Machiavelli religiosa, difensore della virtù, della pace, della giustizia e della umanità e a sostenere tesi politiche ed economiche ben precise, come ad esempio la condanna della tirannia.

## Storia editoriale
La prima edizione dell'opera venne pubblicata a Roma nel 1771 grazie anche all'aiuto di Giovanni Lodovico Bianconi. La seconda edizione venne pubblicata a Losanna con l'aggiunta di una finta lettera di Machiavelli al figlio Bernardo, scritta dallo stesso Bertolini:
Per dare alla lettera una certa legittimità, Bertolini scrisse «una piccola nota, mediante la quale potesse immaginarsi che fosse stata trovata fra le carte di Francesco del Nero» nel 1622.
Successivamente l'opera venne inserita in numerose raccolte delle opere machiavelliane, preceduta sempre da questo avvertimento:
Il consigliere Bianconi, anch'esso insigne letterato, cui il collettore comunicò la sua idea, si assunse l'incarico di farle stampare in Roma; e lo eseguì di concerto, senza veruno incontro sinistro per parte del censore di quella città, il quale non poteva mai sospettare che le sentenze ed i precetti politici e morali di quest'uomo incomparabile, a lui affatto stranieri, fossero tali da proporsi per modello a un uomo di stato cattolico.»